# François Furet
François Furet (27. března 1927 Paříž – 12. července 1997 Toulouse) byl francouzský historik. Proslavil se pracemi o dějinách Francouzské revoluce. Přestože byl v mládí (1949 – 1956) členem komunistické strany, s komunismem a marxismem se rozešel a stal se jeho vlivným kritikem. Jeho poslední velká kniha Minulost jedné iluze s podtitulem Esej o ideji komunismu ve 20. století představuje konečné osobní zúčtování s komunismem. Furet staví komunismus na roveň fašismu a oba systémy označuje za „totalitní dvojčata“.

## Ocenění
- 1995 – Grand prix Gobert za ''Le Passé d’une illusion. Essai sur l’idée communiste au XXe siècle